# ヨハネス・ボスボーム
ヨハネス・ボスボーム（Johannes Bosboom、1817年2月18日 - 1891年9月14日）はオランダの画家である。教会などの建物や風景を描いた作品で知られる。「ハーグ派」の形成に関与した画家の一人である。

## 略歴
デン・ハーグで生まれた。バルトロメウス・ファン・ホーフェ(Bartholomeus van Hove:1790-1880)に絵を学び、バルトロメウスの息子のフーベルタス・ファン・ホーフェ（Hubertus van Hove:1814-1865?)とバルトロメウスのスタジオで働いた。1831年からハーグの美術学校（Haagsche Teeken-Academie: 後に王立美術アカデミー:Koninklijke Academie van Beeldende Kunstenになる）で学んだ。
1835年からドイツへ旅し、デュッセルドルフやケルン、コブレンツなどを訪れ、名所となっている建物などの風景を水彩で描いた。この時描いた絵は有名になっていた画家のアンドレアス・スヘルフハウトに買い取られた。1839年にパリやルーアンも訪れ、作品を残した。
「ハーグ派」の美術団体「プルクリ・スタジオ」や、水彩画の協会であるオランダ素描協会（Hollandsche Teekenmaatschappij）の展覧会に出展した。弟子に、マリー・ビルデルス＝ファン・ボッセ(1837-1900)らがいる。
1856年にベルギー政府からレオポルド勲章(シュバリエ)を受勲した。

## 作品

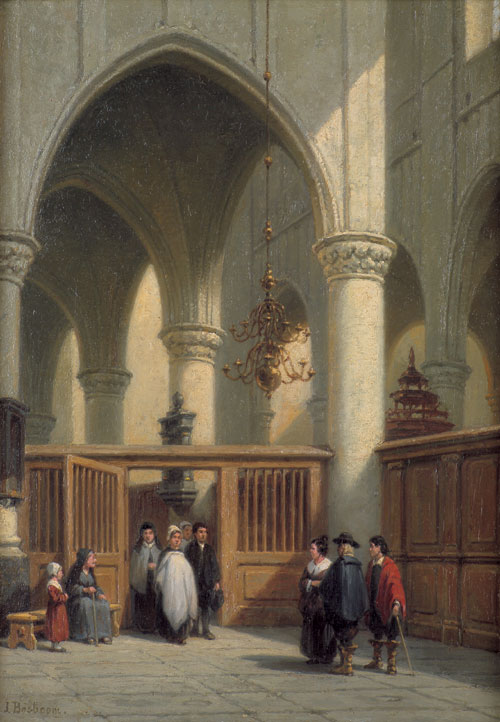
洗礼式をしているハールレムの教会の室内
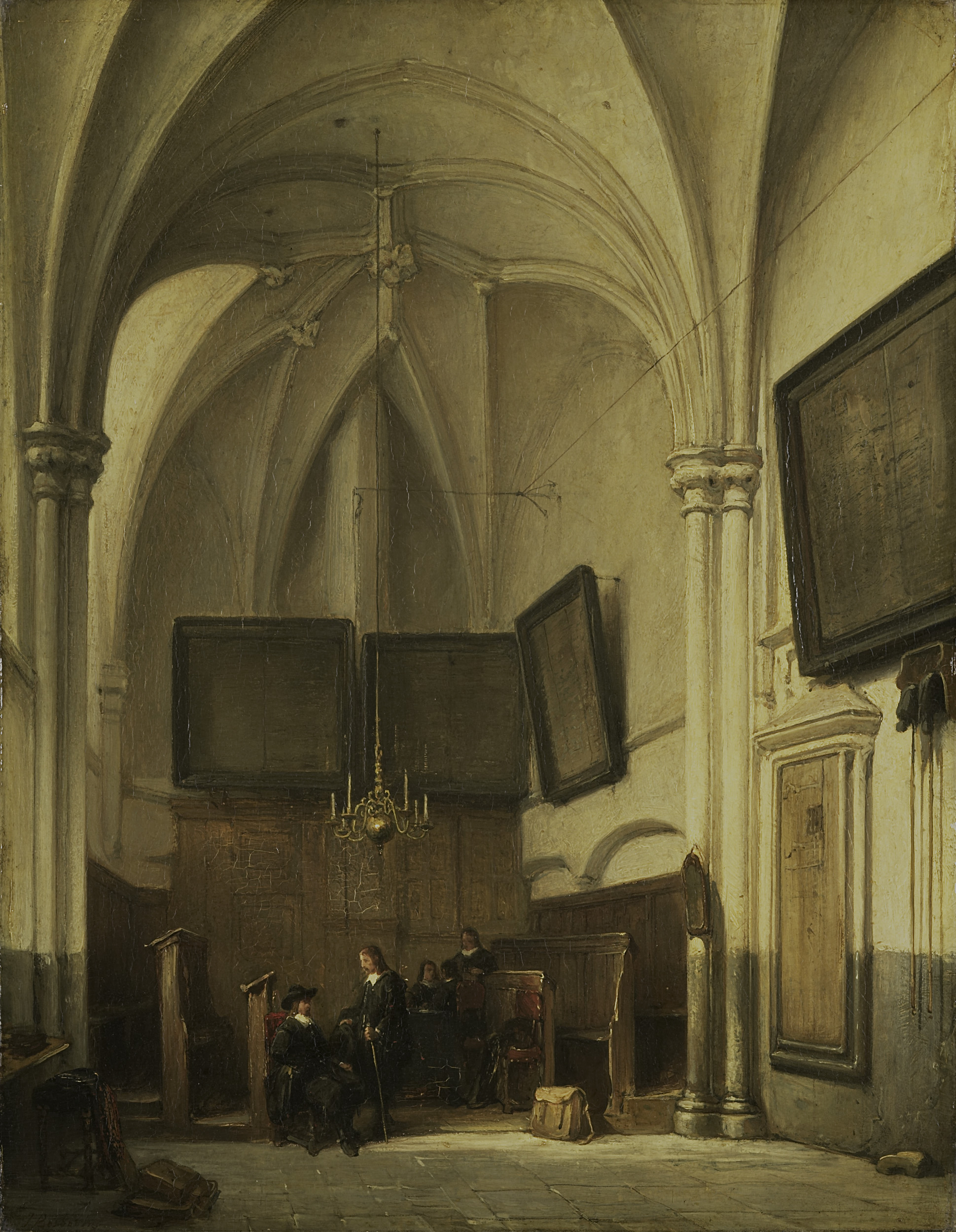
ナイメーヘンの教会の室内
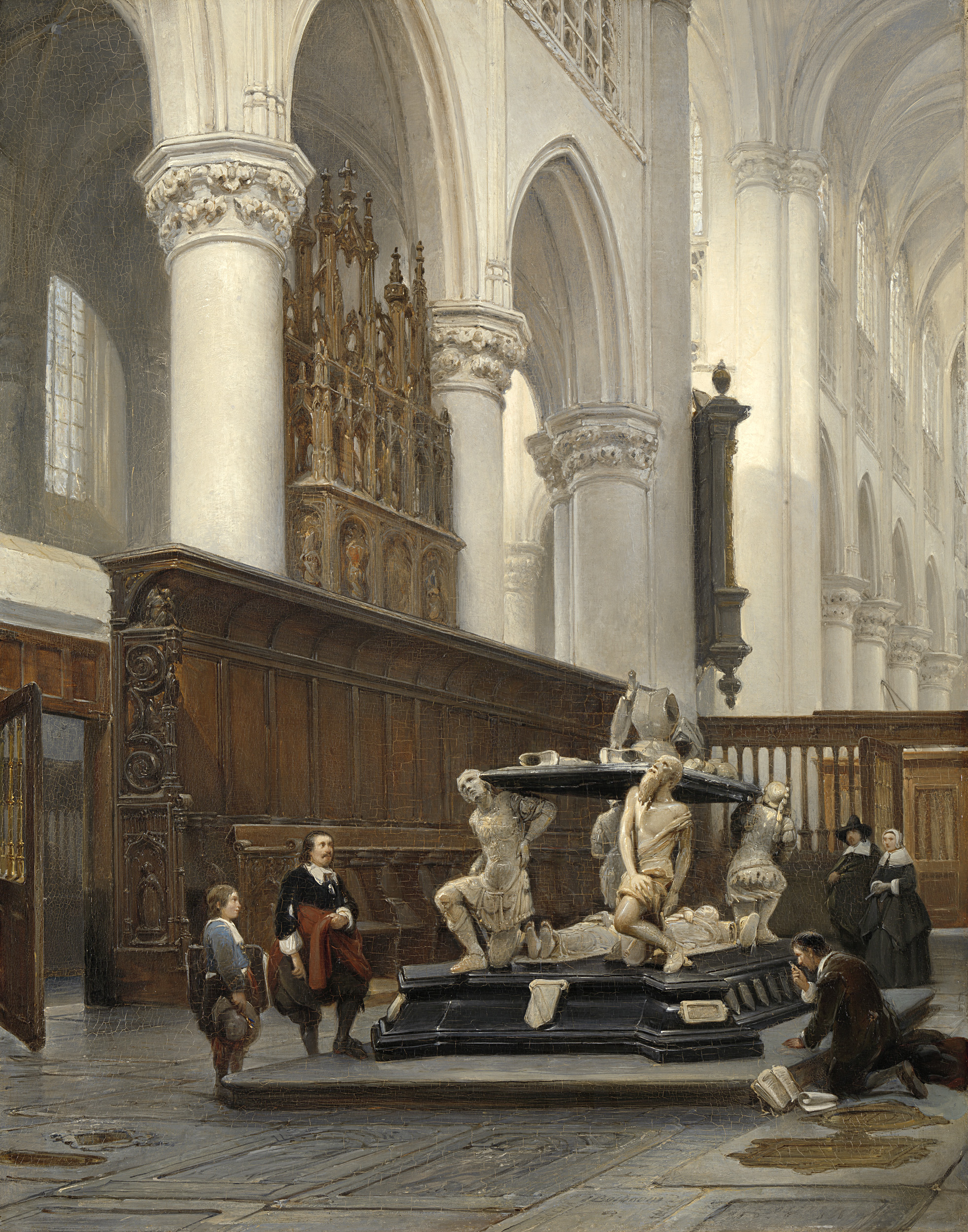
ブレダの聖母教会の聖歌隊席とナッサウのエンゲルベルト2世の墓碑
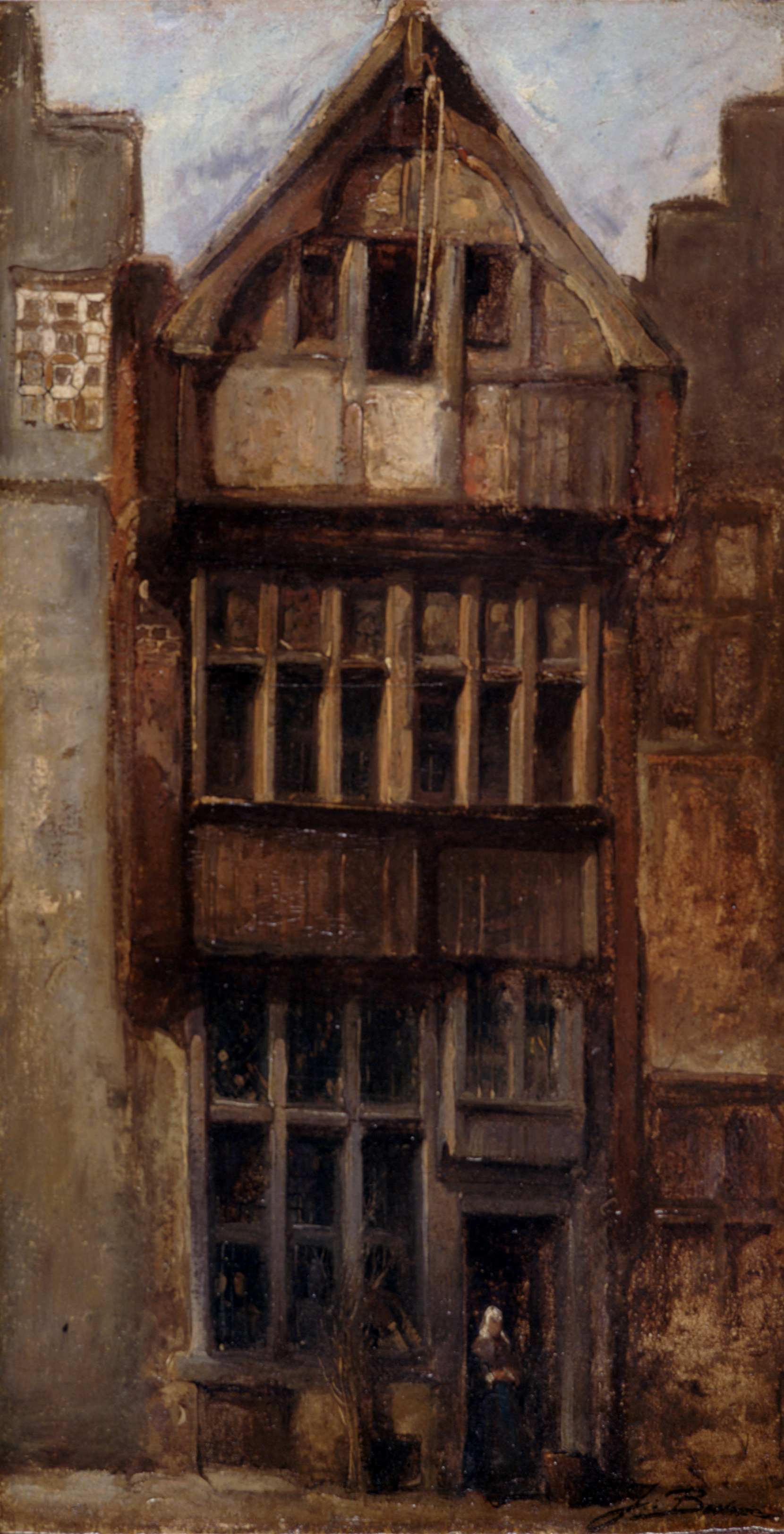
木造の住宅

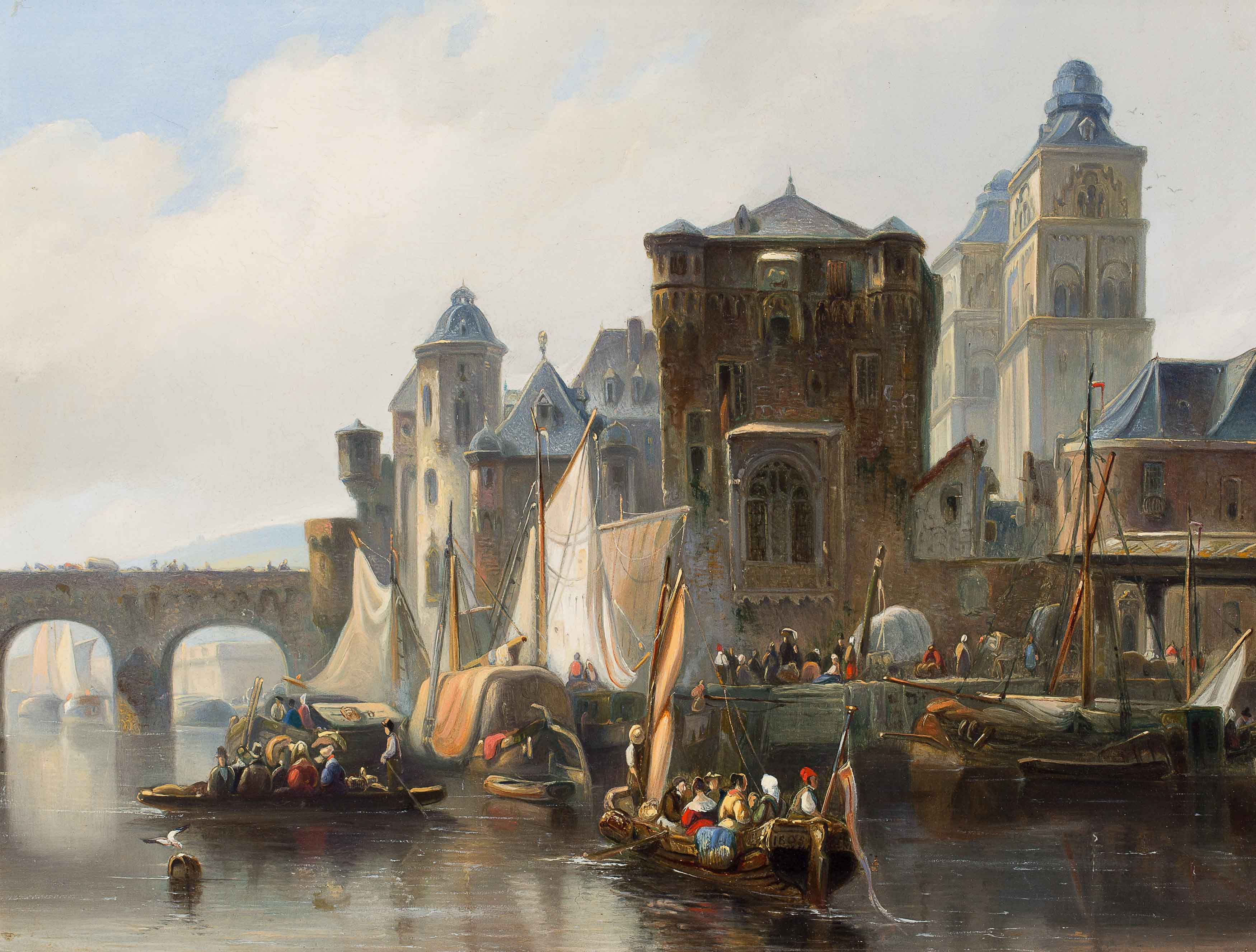
コブレンツの風景(1835)
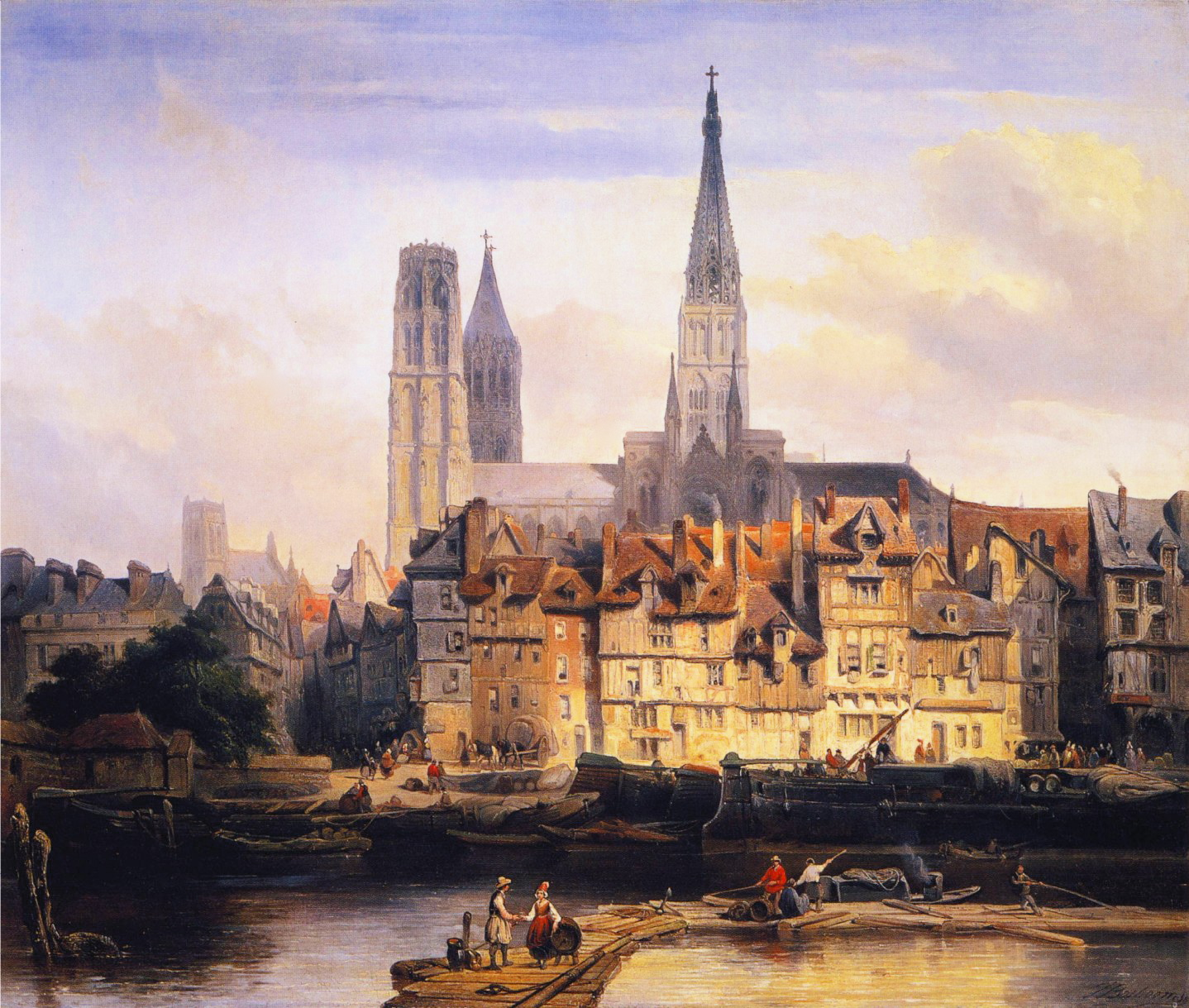
ルーアンの波止場
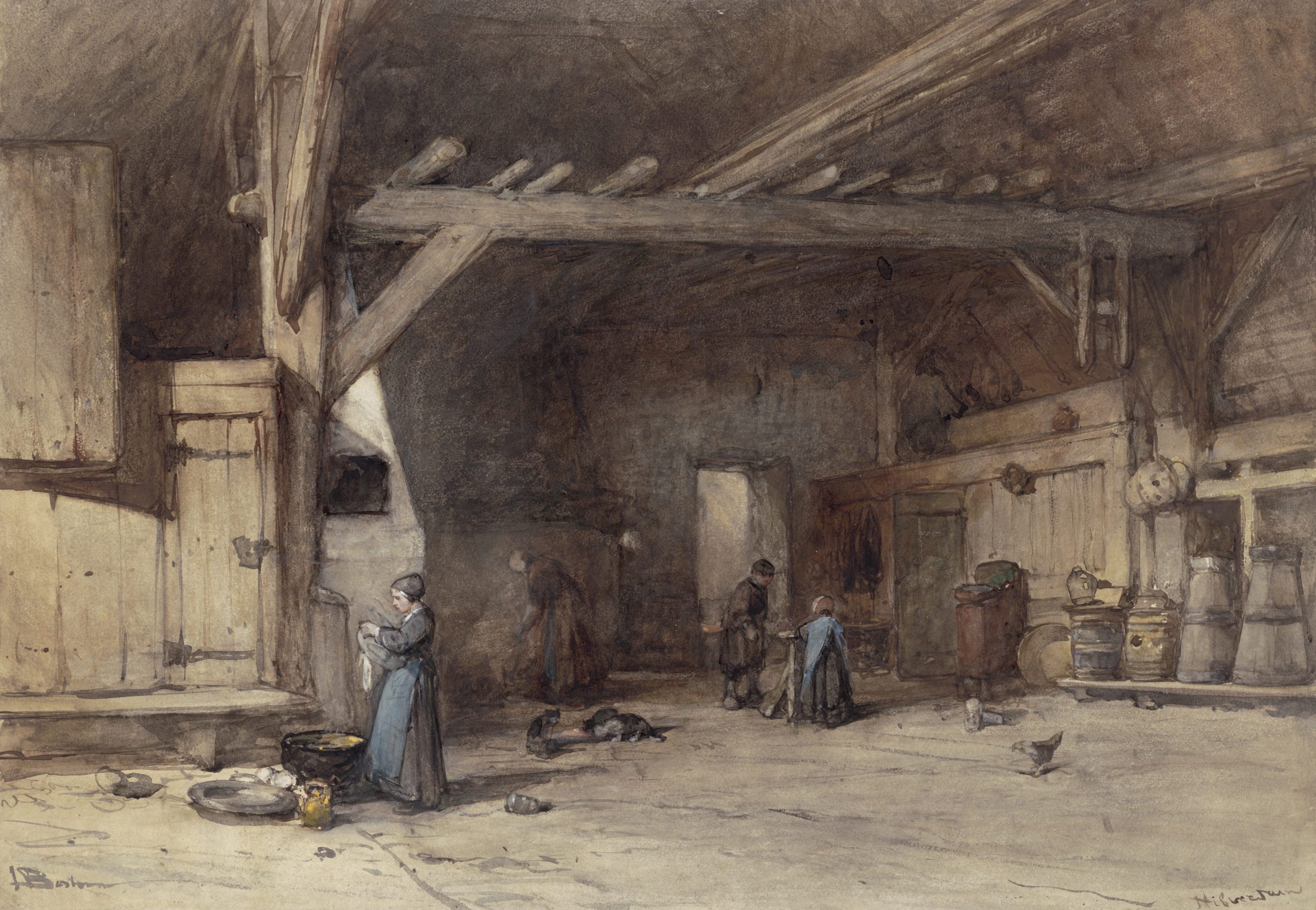
工場の室内